# Arondismentul Vienne
Arondismentul Vienne (în franceză Arrondissement de Vienne) este un arondisment din departamentul Isère, regiunea Rhône-Alpes, Franța.

## Subdiviziuni

### Cantoane
- Cantonul Beaurepaire
- Cantonul La Côte-Saint-André
- Cantonul Heyrieux
- Cantonul Pont-de-Chéruy
- Cantonul Roussillon
- Cantonul Saint-Jean-de-Bournay
- Cantonul Vienne-Nord
- Cantonul Vienne-Sud

### Comune
| 1. Agnin (38003)                    | 2. Anjou (38009)                       | 3. Anthon (38011)                    | 4. Artas (38015)                  |
| 5. Arzay (38016)                    | 6. Assieu (38017)                      | 7. Auberives-sur-Varèze (38019)      | 8. Balbins (38025)                |
| 9. Beaurepaire (38034)              | 10. Beauvoir-de-Marc (38035)           | 11. Bellegarde-Poussieu (38037)      | 12. Bossieu (38049)               |
| 13. Bougé-Chambalud (38051)         | 14. Champier (38069)                   | 15. Chanas (38072)                   | 16. La Chapelle-de-Surieu (38077) |
| 17. Charantonnay (38081)            | 18. Charvieu-Chavagneux (38085)        | 19. Chasse-sur-Rhône (38087)         | 20. Chavanoz (38097)              |
| 21. Cheyssieu (38101)               | 22. Chonas-l'Amballan (38107)          | 23. Chuzelles (38110)                | 24. Châlons (38066)               |
| 25. Châtonnay (38094)               | 26. Clonas-sur-Varèze (38114)          | 27. Commelle (38121)                 | 28. Cour-et-Buis (38134)          |
| 29. Culin (38141)                   | 30. La Côte-Saint-André (38130)        | 31. Les Côtes-d'Arey (38131)         | 32. Diémoz (38144)                |
| 33. Eclose (38152)                  | 34. Estrablin (38157)                  | 35. Eyzin-Pinet (38160)              | 36. Faramans (38161)              |
| 37. Gillonnay (38180)               | 38. Grenay (38184)                     | 39. Heyrieux (38189)                 | 40. Janneyrias (38197)            |
| 41. Jarcieu (38198)                 | 42. Jardin (38199)                     | 43. Lieudieu (38211)                 | 44. Luzinay (38215)               |
| 45. Meyrieu-les-Étangs (38231)      | 46. Meyssiès (38232)                   | 47. Moidieu-Détourbe (38238)         | 48. Moissieu-sur-Dolon (38240)    |
| 49. Monsteroux-Milieu (38244)       | 50. Montseveroux (38259)               | 51. Mottier (38267)                  | 52. Nantoin (38274)               |
| 53. Ornacieux (38284)               | 54. Oytier-Saint-Oblas (38288)         | 55. Pact (38290)                     | 56. Pajay (38291)                 |
| 57. Penol (38300)                   | 58. Pisieu (38307)                     | 59. Pommier-de-Beaurepaire (38311)   | 60. Pont-de-Chéruy (38316)        |
| 61. Pont-Évêque (38318)             | 62. Primarette (38324)                 | 63. Le Péage-de-Roussillon (38298)   | 64. Revel-Tourdan (38335)         |
| 65. Reventin-Vaugris (38336)        | 66. Les Roches-de-Condrieu (38340)     | 67. Roussillon (38344)               | 68. Royas (38346)                 |
| 69. Sablons (38349)                 | 70. Saint-Agnin-sur-Bion (38351)       | 71. Saint-Alban-du-Rhône (38353)     | 72. Saint-Barthélemy (38363)      |
| 73. Saint-Clair-du-Rhône (38378)    | 74. Saint-Georges-d'Espéranche (38389) | 75. Saint-Hilaire-de-la-Côte (38393) | 76. Saint-Jean-de-Bournay (38399) |
| 77. Saint-Julien-de-l'Herms (38406) | 78. Saint-Just-Chaleyssin (38408)      | 79. Saint-Maurice-l'Exil (38425)     | 80. Saint-Prim (38448)            |
| 81. Saint-Romain-de-Surieu (38452)  | 82. Saint-Sorlin-de-Vienne (38459)     | 83. Sainte-Anne-sur-Gervonde (38358) | 84. Salaise-sur-Sanne (38468)     |
| 85. Sardieu (38473)                 | 86. Savas-Mépin (38476)                | 87. Semons (38479)                   | 88. Septème (38480)               |
| 89. Serpaize (38484)                | 90. Seyssuel (38487)                   | 91. Sonnay (38496)                   | 92. Tramolé (38512)               |
| 93. Valencin (38519)                | 94. Vernioz (38536)                    | 95. Vienne (38544)                   | 96. Ville-sous-Anjou (38556)      |
| 97. Villeneuve-de-Marc (38555)      | 98. Villette-d'Anthon (38557)          | 99. Villette-de-Vienne (38558)       |                                   |